# Xenoloba speciosa
Xenoloba speciosa är en skalbaggsart som beskrevs av Bates 1889. Xenoloba speciosa ingår i släktet Xenoloba och familjen Cetoniidae. Inga underarter finns listade i Catalogue of Life.